# إيراغون
إيراغون هو الكتاب الأول في دورة حياة كريستوفر باوليني الأدبية، الذي بدأ الكتابة في سن ال 15، وبعد كتابة المسودة الأولى لمدة سنة، قضى المؤلف السنة الثانية في بلورة القصة والشخصيات. قضى باوليني سنة السفر في جميع أنحاء الولايات المتحدة لتعزيز الرواية.

## عن الرواية
الكتاب يحكي قصة صبي يعيش في مزرعة صغيرة واسمه إيراغون، حيث يجد قطعة حجرية غامضة في الجبال. ليكتشف بعد وقت لاحق أنها بيضة تنين، فيعلم ملك الشر بما حصل، ليرسل جنوده لقتل إيراغون والتخلص من التنين الذي معه لأن هذا سيؤثر على ملكه وسلطته. ولكنه وبعد معركة حاسمة ينتصر على الشر، ويعيشُ حياة سعيدة مع التنين صديقته.

## انتقادات
الانتقادات على إيراغون كانت تتعلق غالباً في أوجه التشابه مع أعمال أخرى مثل Earthsea وDragonlance. ولكن الكتاب بالرغم من الانتقادات اعتبر إنجازاً ملحوظاً كبداية لكاتب شاب. كان إيراغون الكتاب المفضل لدى الأطفال، وحصل على المركز الثالث ضمن الكتب الأكثر مبيعاً من عام 2003، والثاني الأكثر مبيعاً لعام 2005.

## فيلم إيراغون
تم تصوير فيلم إيراغون وهو فيلم مغامرة فنتازيا أصدر في الولايات المتحدة والمملكة المتحدة والمجر وأستراليا سنة 2006. الفيلم من إخراج ستيفن فانغمير. وكان من بطولة:
- إدوارد سبيليرز
- جيرمي أيرونز
- سينا غايلوري
- روبرت كارليل
- جون مالكوفيتش
- غاريت هيدلوند
- ريتشل وايز